# Timeless: the classics
Timeless: The Classics es el nombre del octavo álbum de estudio y primero de covers de Michael Bolton . Fue # 1 en las listas de Billboard cuando fue lanzado al mercado por Columbia Records el 29 de septiembre de 1992. Forma parte de la lista de los 100 discos que debes tener antes del fin del mundo, publicada en 2012 por Sony Music.

## Lista de canciones
| Timeless: the classics |                           |                                             |                    |          |  |
| N.º                    | Título                    | Escritor(es)                                | Intrépete original | Duración |  |
| 1.                     | «Since I Fell for You»    | Buddy Johnson                               | Lenny Welch        | 3:09     |  |
| 2.                     | «To Love Somebody»        | Barry Gibb Robin Gibb                       | Bee Gees           | 4:09     |  |
| 3.                     | «Reach Out I'll Be There» | Lamont Dozier, Brian Holland, Eddie Holland | Four Tops          | 3:54     |  |
| 4.                     | «You Send Me»             | Sam Cooke                                   | Sam Cooke          | 4:00     |  |
| 5.                     | «Yesterday»               | Lennon–McCartney                            | The Beatles        | 3:31     |  |
| 6.                     | «Hold On, I'm Comin'»     | Isaac Hayes, David Porter                   | Sam & Dave         | 3:15     |  |
| 7.                     | «Bring It On Home to Me»  | Sam Cooke                                   | Sam Cooke          | 4:27     |  |
| 8.                     | «Knock on Wood»           | Eddie Floyd, Steve Cropper                  | Eddie Floyd        | 3:51     |  |
| 9.                     | «Drift Away»              | Mentor Williams                             | Dobie Gray         | 6:07     |  |
| 10.                    | «White Christmas»         | Irving Berlin                               | Bing Crosby        | 3:42     |  |
| 40:05                  |                           |                                             |                    |          |  |